# Верзероая
Верзероая (рум. Vărzăroaia) — село у повіті Арджеш в Румунії. Входить до складу комуни П'єтрошань.
Село розташоване на відстані 127 км на північний захід від Бухареста, 33 км на північ від Пітешть, 122 км на північний схід від Крайови, 82 км на південний захід від Брашова.

## Населення
За даними перепису населення 2002 року у селі проживали 462 особи, усі — румуни. Усі жителі села рідною мовою назвали румунську.